# El rey de los machos
El rey de los machos es una serie de televisión web mexicana de comedia dramática creada por Mariano Cohn y Gastón Duprat y producida por TIS Productions para Disney+. La serie cuenta la historia de un joven transgénero en un pequeño pueblo.
Está protagonizada por Luis Tirado Morales,  Fernanda Borches, Alejandro de la Madrid, Christian Chávez, Carlos Corona, Ian Vinitzky, Rubén Zamora y Gabriela Platas, junto a un extenso reparto coral. La serie se estrenó el 19 de agosto de 2024 en Star Channel y el 21 de agosto en Disney+ en su sección Star.

## Sinopsis
En el pueblo ficticio de San José de las Tunas, probablemente el lugar con las tradiciones más machistas de México. Allí, un joven transgénero llamado Charly que ha hecho recientemente su transición decide inscribirse en «El Rey de los machos», un legendario concurso que ha hecho famoso al lugar y pretende determinar quién es el joven más macho de la comunidad.

## Reparto
- Luis Tirado Morales como Charly
- Fernanda Borches como Estela
- Alejandro de la Madrid como Alonso
- Christian Chávez como Jerónimo
- Carlos Corona como el Dr. Joel
- Ian Vinitzky como León
- Rubén Zamora como Lázaro
- Gabriela Platas como Claudia
- Alejandra Zaid como Antonia
- Diego Enríquez como Marquito
- Paco Luna como Ajolote
- Valeria Santaella como Abigail
- Pilar Santacruz como Angélica
- Ana González Bello como Inés
- Alessandro Jaimes como Santiago

## Producción
Las grabaciones de la serie comenzaron el 22 de agosto de 2022 en varias locaciones de México, como Hidalgo, Morelos y Ciudad de México. La serie estaba prevista para estrenarse por la anterior plataforma Star+ en 2023, pero, debido a la fusión con su plataforma hermana Disney+, su estreno se pospuso para el 24 de agosto de 2024.